# NDR 1 Niedersachsen
NDR 1 Niedersachsen ist ein landesweites Hörfunkprogramm des Norddeutschen Rundfunks (NDR) für das Land Niedersachsen.

## Programm
NDR 1 Niedersachsen definiert sich als harmonisches Regionalradio. Es berichtet ausführlich aus Niedersachsen und spielt internationale Oldies, harmonische Popmusik und deutsche Kulthits. Der Wortanteil ist mit etwa 30 Prozent für ein Formatradio sehr hoch.
Das Programm entwickelt sich vom Schlager zum Oldie Pop-Sender: Der Anteil internationaler Titel beziehungsweise ohne Schlager liegt inzwischen bei 85 Prozent.
Regionale Berichterstattung ist ein Hauptkennzeichen von NDR 1 Niedersachsen. Mehrmals am Tag zur halben Stunde sendet das Programm Nachrichten aus den Regionen Niedersachsens. Dabei schaltet sich das Programm seit 1988 in Fenster auseinander, die jeweils für die eigene Region Nachrichten senden. Diese regionalen Nachrichten kommen dann aus den fünf NDR Studios in Oldenburg, Osnabrück, Lüneburg, Braunschweig und Hannover. Aber auch die Hauptnachrichten zur vollen Stunde berichten sehr ausführlich über Themen aus Niedersachsen.
In Stunden-Sendungen am Abend berichtet das Programm ausführlich über bestimmte Themenbereiche: Montag: Plattdeutsch, Dienstag: Kultur und Bücher, Mittwoch: Ratgeber und Gesundheit, Donnerstag: Politik, Freitag: Musik und Persönlichkeiten, Sonnabend und Sonntag: Musik.
Das Programm ist werbefrei.

## Standorte
Das Programm wird überwiegend aus dem NDR Landesfunkhaus in Hannover am Maschsee gesendet.
Um die umfangreiche regionale Berichterstattung zu ermöglichen, ist der NDR mit acht Korrespondenten und fünf Studios in Niedersachsen vertreten. Die Standorte der Korrespondentenbüros: Lingen/Emsland, Otterndorf/Niederelbe, Esens/Ostfriesland, Verden, Hameln/Weserbergland, Vechta, Wilhelmshaven und Berlin. Die Studios sind in Braunschweig, Göttingen, Oldenburg, Osnabrück und Lüneburg. In diesen Regionalstudios arbeiten kleine Hörfunk- und Fernsehredaktionen sowie technische Mitarbeiter mit eigener Produktionstechnik.

## Programmauftrag
Der Programmauftrag des NDR ist in einem Staatsvertrag (NDR-StV) definiert: Dieser Staatsvertrag verpflichtet den NDR „(...) den Rundfunkteilnehmern und Rundfunkteilnehmerinnen einen objektiven und umfassenden Überblick über das internationale, europäische, nationale und länderbezogene Geschehen in allen wesentlichen Lebensbereichen zu geben.“ Das Programm soll informieren, bilden, beraten, unterhalten und insbesondere Beiträge zur Kultur anbieten. Das Landesprogramm Niedersachsens soll das öffentliche Geschehen, die politischen Ereignisse sowie das kulturelle und soziale Leben insbesondere in Niedersachsen darstellen.

## Moderatoren
Aktuelle bekannte Moderatoren sind unter anderem: Michael Thürnau, Andreas Kuhlage, Arne-Torben Voigts, Christina von Saß, Andreas Kuhnt, Britta von Lucke, Ulf Ansorge, Sören Oelrichs und Susanne Neuß.
Ehemalige in Niedersachsen bekannte Moderatoren, die nicht mehr bei NDR 1 Niedersachsen moderieren, sind Lutz Ackermann, Lars Cohrs, Kerstin Werner, Christiane Köller, Anke Genius, Monika Walden und Jens Krause.

## Hörerschaft
Laut Media-Analyse 2015/II ist NDR 1 Niedersachsen Marktführer in seinem Sendegebiet (Marktanteil: 23,9 %, Personen ab 10 Jahren, Montag–Sonntag) und ist seit 23 Jahren das beliebteste Hörfunkprogramm in Niedersachsen. Es wird von täglich über 2,2 Millionen Menschen gehört und zählt sogar bundesweit zu den meistgehörten Hörfunkprogrammen.
Das Programm spricht eine Zielgruppe von Menschen ab 50 Jahren an.

## Musik
NDR 1 Niedersachsen spielt melodisch-entspannte Musik, überwiegend Oldies (50 %), Pop-Balladen (30 %) und deutsche Kulthits (20 %). Die Musik wird kontinuierlich verändert und der Schlageranteil wird reduziert.
Die Musikauswahl erfolgt nicht eindeutig nach Genre (zum Beispiel Popmusik), sondern die Musik-Redakteure wählen die Titel nach entspannter Anmutung aus. So spielt das Programm Interpreten aus fast allen Musik-Genres: Pop (zum Beispiel ABBA, Katie Melua), Rock (Balladen von Rolling Stones, Santana), Country (zum Beispiel Chet Atkins, Johnny Cash), Instrumental (zum Beispiel Filmmusiken) und deutsche Kulthits, von Neuer Deutscher Welle über Deutschpop bis Schlager (zum Beispiel Markus, Münchner Freiheit, Helene Fischer, Udo Jürgens). Volksmusik spielt der Sender seit einigen Jahren nicht mehr. Seit Juli 2014 sind auch nahezu keine Schlager mehr vorhanden.
Die Erkennungsmelodie (Station-ID) von NDR 1 Niedersachsen war eine mit der Zeit immer weiter stilisierte Version des Volksliedes Wanderschaft (auch bekannt als Das Wandern ist des Müllers Lust) von Wilhelm Müller (Hörbeispiel unter Weblinks). Seit 2021 wird diese Melodie nicht mehr verwendet.
NDR 1 Niedersachsen ist ein Vollprogramm und sendet täglich rund um die Uhr. Zwischen 21:00 Uhr und 23:00 Uhr wird ein gemeinsames Musik nonstopp Programm mit den anderen NDR Landeswellen ausgestrahlt, ab 23.00 Uhr wird die ARD-Hitnacht vom MDR übernommen.

## Geschichte

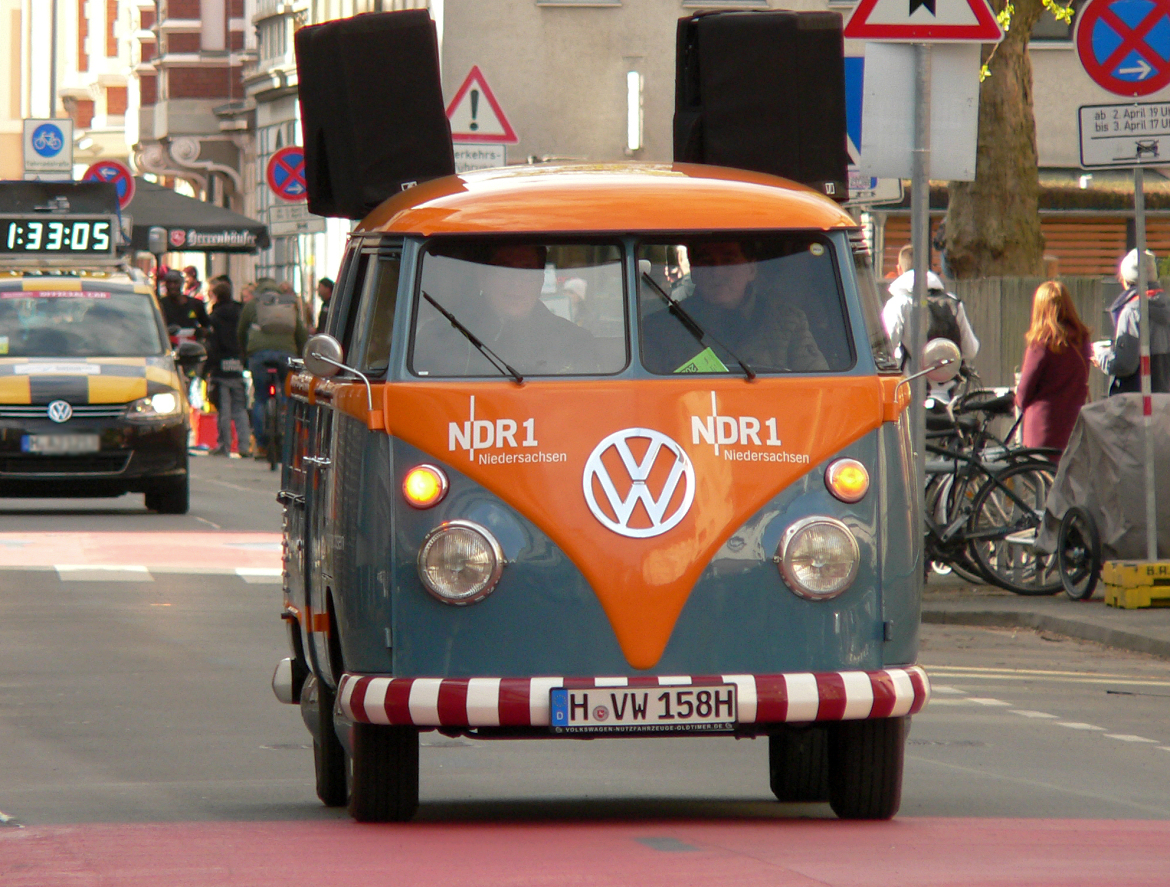
Bulli von NDR 1 Niedersachsen beim Hannover-Marathon, 2022

Die Gründung des Programms erfolgte, als Ende der 1970er-Jahre die damalige christdemokratische niedersächsische Landesregierung von Ernst Albrecht aus politischen Gründen gegen den damals als „Rotfunk“ verschrienen NDR vorzugehen begann. Indem die damalige überregionale Gemeinschaftswelle NDR 1/WDR 1 zugunsten von einem schleswig-holsteinischen, einem Hamburger und einem niedersächsischen Landesprogramm zerschlagen und in Hannover ein niedersächsischer Haussender gegründet werden sollte, erhoffte sich Albrecht eine bessere politische Kontrolle von Mitarbeitern und Programm. Dementsprechend erwarben sich Sender und Programm den Ruf als CDU-nah.
Das am 2. Januar 1981 gestartete Programm sollte eine starke regionale Ausrichtung bekommen. Zwar war das hannoversche Landesfunkhaus, von dem man eine Berichterstattung aus Niedersachsen am ehesten hätte erwarten können, bereits 1952 gegründet worden. Der Anteil niedersächsischer Informationen blieb jedoch im gesamten Programm des NDR (beziehungsweise bis 1956 bei dessen Vorgänger NWDR) gering. Die Menge der vom niedersächsischen Landesfunkhaus am Maschsee ins NDR-Programm aufgenommenen Hörfunkinformationen nahm zwischen 1956 und 1977 sogar noch deutlich ab. Die zu schwache regionale Berichterstattung geriet für die CDU zum tragenden Argument einer NDR-Wellen- und Programmreform.
NDR 1 Niedersachsen, das bis zum 13. Mai 2002 NDR 1 Radio Niedersachsen hieß, entwickelte sich nach seinem Start zunächst zu einem ausgesprochenen Misserfolg. 450.000 Hörer bedeuteten einen sehr geringen Marktanteil von lediglich fünf Prozent. Unter anderem fehlten anfangs nationale und internationale Nachrichten. Auch die Etablierung regionaler Programmfenster dauerte mehrere Jahre; eine ausreichende personelle Stärkung der Regionalstudios erfolgte in Niedersachsen flächendeckend erst nach 1999. Auch der Musikmix war bis 1993 undefinierbar, erst dann führte der neue Musikchef Lutz Ackermann eine einheitliche Musikfarbe ein: ein Mix aus Schlagern, Evergreens, Volksmusik und harmonischen Instrumentaltiteln. Daraufhin erreichte der Sender Einschaltquotenerfolge und wurde zu einem der meistgehörten Radiosender Deutschlands.
Seit Juli 2024 ist Nils Nelleßen die neue Station-Voice des Senders. Er ersetzte Uwe Hessenmüller, welcher nach über 20 Jahren als Station-Voice in Rente gegangen ist.

## Empfang
NDR 1 Niedersachsen ist dank vieler leistungsstarker Grundnetzsender über UKW in Niedersachsen, Bremen, Hamburg sowie teilweise in Schleswig-Holstein, Mecklenburg-Vorpommern, Brandenburg, Hessen, Nordrhein-Westfalen, Sachsen-Anhalt, Thüringen und den Niederlanden empfangbar. Außerdem ist das Radioprogramm in vielen Kabelnetzen eingespeist, weltweit über das Internet (Livestream, ausgewählte Sendungen auch als Podcast) und europaweit über digitalen Satellit (Astra) zu empfangen. NDR 1 Niedersachsen wird über 18 UKW-Sendestationen in ganz Niedersachsen verbreitet. Seit 2012 ist der Sender auch via DAB+ zu empfangen.
Über die Frequenz UKW 98,0 MHz (Sender Harz-West im Oberharz: 772 m Höhe, 243 m Antennenhöhe und eine Sendeleistung von 100 kW) kann man NDR 1 Niedersachsen mit guten Empfängern und bei günstigem Empfangsort sogar in weiten Teilen Mitteldeutschlands (bis etwa Leipzig), sowie in Nord- und Osthessen und in Nordkuppen der bayerischen Rhön und im Thüringer Wald hören. Zudem kann man im fast gesamten Norden Niedersachsens das Programm auf der Frequenz UKW 91,1 MHz vom Sender Steinkimmen hören.
Seit dem 28. Mai 2014 sendet NDR 1 Niedersachsen auch vom Klieversberg in Wolfsburg aus, mit einer Leistung von 100 Watt auf der UKW-Frequenz 90,4 MHz.